# Козлиха (Вологодская область)
Козлиха — деревня в Харовском районе Вологодской области.
Входит в состав Кубенского сельского поселения, с точки зрения административно-территориального деления — в Кубинский сельсовет.
Расстояние до районного центра Харовска по автодороге — 28 км, до центра муниципального образования Сорожина по прямой — 5 км. Ближайшие населённые пункты — Большая, Афониха, Стрелица.
По переписи 2002 года население — 35 человек (20 мужчин, 15 женщин). Всё население — русские.